# Epidiorthose
Epidiorthose (n. altgr. ἐπιδιορθόω: in Ordnung bringen) bezeichnet eine biblische Stilfigur, die die „Korrektur des Gesagten“ wiedergibt.

## Beispiel
Den Verheirateten aber ordne ich an, nicht ich, sondern der Herr, dass die Frau sich vom Mann nicht trenne (1. Korinther, 7.10).